# Arcidiecéze Udine
Arcidiecéze Udine (latinsky Archidioecesis Utinensis) je římskokatolická metropolitní arcidiecéze v italském Furlansku, která tvoří součást Církevní oblasti Triveneto. Nemá žádná sufragánní biskupství. V jejím čele stojí arcibiskup Riccardo Lamba, jmenovaný papežem Benediktem XVI. v roce 2009.

## Stručná historie
Arcidieéze v Udine vznikla v roce 1751, kdy došlo k dohodě mezi benátskou a rakouskou vládou. Touto dohodou byl zrušen Akvilejský patriarchát, jehož území bylo rozděleno na dvě arcidiecéze: goricijskou, pod niž spadala území pod nadvládou Habsburků, a udinskou, která zahrnovala oblasti pod nadvládou Benátské republiky. Prvním arcibiskupem v Udine se stal akvilejský patriarcha Daniel Dolfin, který si zachoval titul patriarchy.